# Oerel
Oerel er en kommune med godt 1.800 indbyggere (2013) som er administrationsby i Samtgemeinde Geestequelle i den nordlige del af Landkreis Rotenburg (Wümme), i den nordlige del af den tyske delstat Niedersachsen.

## Geografi
Oerel ligger omkring 4 km vest for Bremervörde. I kommunen ligger de tidligere selvstændig kommuner Barchel og Glinde, der blev sammenlagt med Oerel i 1974.